# Geschichtswerk
Ein Geschichtswerk ist ein literarisches Werk, das sich mit der Geschichte auseinandersetzt und sie für die Nachwelt festhält. Als Vater der Geschichtsschreibung (im europäischen Raum) gilt der griechische Historiker Herodot, die wissenschaftliche Methodik geht auf Thukydides zurück.

## Beispiele
Geschichtswerke sind beispielsweise:
- Historien, Herodot
- Geschichte des peloponnesischen Krieges, Thukydides
- Ab urbe condita, Titus Livius
- Historien und Annalen, Tacitus
- Res Gestae, Ammianus Marcellinus
- Historia ecclesiastica gentis Anglorum, Beda Venerabilis
- Chronica sive Historia de duabus civitatibus, Otto von Freising
- Kojiki
- Nihonshoki
- Tennōki und Kokki
- Ein großer Teil der Schriften der Bibel wird als „Geschichtsbücher“ bezeichnet, etwa die Königsbücher im Alten Testament oder die Apostelgeschichte des Lukas im Neuen Testament